# 猪狩蒼弥
猪狩 蒼弥（いがり そうや、2002年9月20日 - ）は、日本のアイドル、歌手、俳優。ジュニア内男性アイドルグループ・KEY TO LITのメンバー。
東京都出身。STARTO ENTERTAINMENT所属。

## 来歴
2013年6月16日にジャニーズ事務所に入所。特にアイドルになりたいとは思っていなかったが、父の趣味でもあるローラースケートをスケート場で滑っていたところ、ジャニー喜多川からスカウトされる。
2015年10月26日、舞台『JOHNNYS' World -ジャニーズ・ワールド-』の制作会見にて、橋本涼・羽場友紀・井上瑞稀と共にローラースケートを得意とするユニット・HiHi Jetの結成が発表され、以降メンバーとして活動する。
2025年2月16日にHiHi Jetsが事実上の解散。新ジュニア内グループ・KEY TO LITの結成が発表され、メンバーに選ばれる。

## 人物
2歳年上の姉と5歳下の弟がいる。
父はローラーゲームのチーム、東京ボンバーズのメンバーで、自身も小学校4年生からローラースケートを始める。
ローラースケートを使用した曲の振り付けは元々他の人にされていたものの、自分達で考えた方がおもしろいのではないかと勝手にライブリストに加えたところ、それを見たジャニー喜多川に「これが真のローラースケートの姿だ」と褒められ、以降「ローラーの振り付けは君がやれ」と指名された。
趣味は読書。幼い頃、両親からゲームをやりすぎると目が悪くなると教えられ、ゲームの代わりに本を読むようになった。300ページ程度の本ならば往復の通学で読破できる。
読書で培った語彙力を生かし、『ジャニーズ銀座2018』で発表されたメンバー紹介ラップ「だぁ〜くねすどらごん」の作詞も担当。2018年『テレビ朝日・六本木ヒルズ夏祭りSUMMER STATION』のテーマ曲「みなみなサマー」のラップ部分の作詞など、グループの楽曲を強く印象づけるラップパートを多く担当している。その他、振付やライブ全体の構成も担うこともある。

## 出演
グループでの出演はHiHi Jets#出演を参照。個人での出演のみ記載。

### テレビドラマ
- 恋の病と野郎組（2019年7月20日 - 9月21日、BS日テレ） - 主演・五島律 役（ジャニーズJr.として主演）[14]
  - 恋の病と野郎組 Season2（2022年1月25日 - 3月29日、日本テレビ） - 主演・五島律 役（ジャニーズJr.として主演）[15]
- 全力!クリーナーズ（2022年4月18日 - 6月20日、ABCテレビ） - 主演・四村悠人 役（HiHi Jetsのメンバー5人で主演）[16]
- トモダチゲームR4 第3話 - 最終話（2022年8月6日 - 9月10日、テレビ朝日） - 主演・鬼瓦百太郎 役[17]

### 映画
- オレたち応援屋!! We are Oh&Yeah!!（2020年10月23日、東宝） - 水野慧二 役[18]
- 先生の白い嘘（2024年7月5日、松竹ODS事業室 / イノベーション推進部） - 新妻祐希 役[19]
- 恋を知らない僕たちは（2024年8月23日、松竹） - 瀬波太一 役[20]

### テレビ番組
- ZIP!「キテルネ!」（2023年4月3日 - 、日本テレビ） - リポーター[21][22]

### ラジオドラマ
- オートリバース（2020年12月、全国民放ラジオ99局・radiko） - 主演・橋本直 役[23]（作間龍斗とのW主演）[24]

### コンサート
- マイナビ サマステライブ2023 俺たちがミライだ!!（2023年8月27日、EX THEATER ROPPONGI） - PAISEN応援隊として出演[25][26]

### イベント
- 駆アガル！〜あべこべ男子に憧れて〜（2025年3月22日・23日、ぴあアリーナMM）[27]

### CM・広告
- 森永製菓
  - 「大玉チョコボール」（2022年2月 - ） - Web広告のみ[28]
  - 「チョコボール」（2024年2月 - ）[29]
- 健栄製薬「ベビーワセリンリップ」（2024年11月 - ）[30]

## 作品
- FENCE（詞・曲：THE GARRY）[31] - JASRAC作品コード：253-4153-7
- SPARKING GANG（詞：THE GARRY、曲：南田健吾） - JASRAC作品コード：271-3920-4
- Respect to Johnny's[12]（詞・曲：THE GARRY） - JASRAC作品コード：285-5932-1
- 東京極楽[32]（詞・曲：THE GARRY） - JASRAC作品コード：285-8975-1
- luvitch[33] （詞・曲：THE GARRY） - JASRAC作品コード：299-1175-3
- Lazy[33]（井上瑞稀とのユニット曲）（詞・曲：THE GARRY） - JASRAC作品コード：299-6595-1

## 振付
HiHi Jets
- baby gone
- Eyes of the future
- Drop Music
- In your life

## 雑誌連載
- マガジンハウス『anan』「イガリとコトバ。」（2279号〈2021年12月15日発売号〉[38][39] - ） - 不定期連載[40]